# Tubarão-lixa
Tubarão-lixa, cação-lixa, cação-barroso, cação-gata ou lambaru (nome científico: Ginglymostoma cirratum) é uma espécie de tubarão elasmobrânquio da família dos ginglimostomatídeos (Ginglymostomatidae). 
São uma espécie importante à pesquisa de tubarões (predominantemente em fisiologia). São robustos e capazes de tolerar captura, manuseio e marcação extremamente bem. Por mais inofensivos que possam parecer, estão em quarto lugar em mordidas de tubarão documentadas em humanos.

## Etimologia
O nome vernáculo cação provavelmente foi construído com a aglutinação do verbo caçar e o sufixo -ão de agente. Foi registrado pela primeira vez no século XIII como caçon, e depois em 1376 como caçom e 1440 como caçõoes. Tubarão, por sua vez, tem origem obscura, mas pode derivar de alguma das línguas nativas do Caribe. Seu registro mais antigo ocorre em 1500, como tubaram, na Carta de Pero Vaz de Caminha, e então como tuberão, em 1721. Lambaru, por fim, tem origem obscura.

## Taxonomia
O nome do gênero do tubarão-lixa (Ginglymostoma) é derivado da língua grega que significa boca articulada, enquanto o nome específico cirratum é derivada do latim que significa ter cachos enrolados. Com base nas semelhanças morfológicas, acredita-se que Ginglymostoma seja o gênero irmão de Nebrius, com ambos sendo colocados em um clado que também inclui as espécies Pseudoginglymostoma brevicaudatum, tubarão-baleia (Rhincodon typus) e tubarão-zebra (Stegostoma fasciatum).

## Distribuição e habitat
O tubarão-lixa tem uma distribuição geográfica ampla, mas irregular ao longo das águas costeiras tropicais e subtropicais do Atlântico Oriental, Atlântico Ocidental e Pacífico Oriental. No Atlântico Oriental vai de Cabo Verde ao Gabão (acidental ao norte até a França). No Atlântico Ocidental, incluindo o Caribe, varia de ilha de Rodes ao sul do Brasil, e no Pacífico Leste da Baixa Califórnia ao Peru.
Os tubarões-lixa são uma espécie tipicamente costeira. Os juvenis são encontrados principalmente no fundo de recifes de coral rasos, planícies de ervas marinhas e ao redor de ilhas de mangue, enquanto os indivíduos mais velhos geralmente residem em recifes mais profundos e áreas rochosas, onde tendem a procurar abrigo em fendas e bordas durante o dia e sair seu abrigo à noite para se alimentar no fundo do mar em áreas mais rasas.

## Descrição
O tubarão-lixa tem duas nadadeiras dorsais arredondadas, nadadeiras peitorais arredondadas, uma nadadeira caudal alongada e uma cabeça curta, larga e arredondada. Os barbilhões nasais estendem-se até a boca, os dentes são cônicos e largos, e seu espiráculo é pequeno. A coloração varia do marrom amarelado ao marrom acinzentado, e pode apresentar manchas escuras na superfície dorsal, que são mais distintas em indivíduos pequenos. O desenvolvimento é ovovivíparo, com a ninhada tendo entre 21 e 28 filhotes.

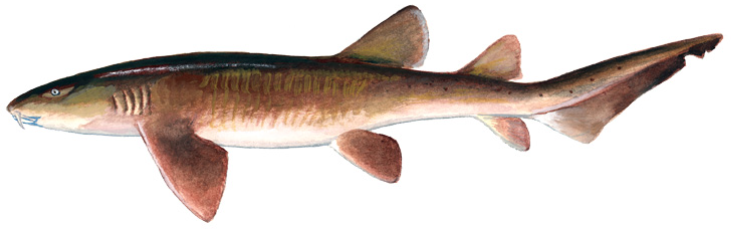
Ilustração de G. cirratum

O comprimento máximo adulto está atualmente documentado como 3,08 metros (10 pés 1 + 1⁄2 polegada), enquanto relatórios anteriores de 4,5 metros (15 pés) e pesos correspondentes de até 330 quilos (730 libras) provavelmente foram exagerados.

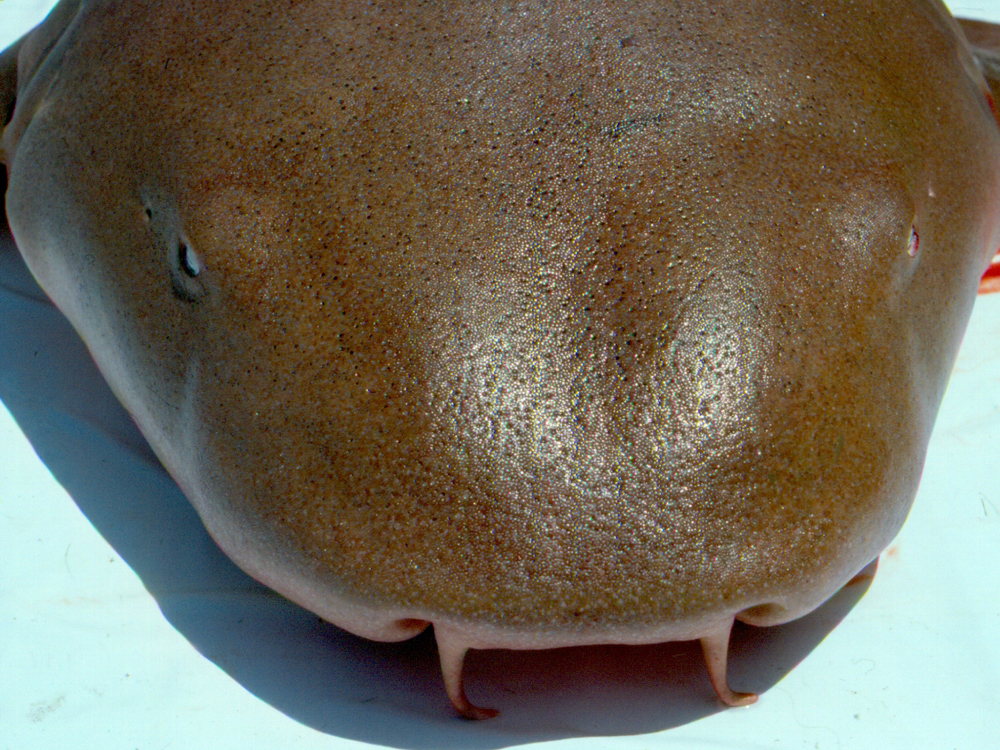
Cabeça
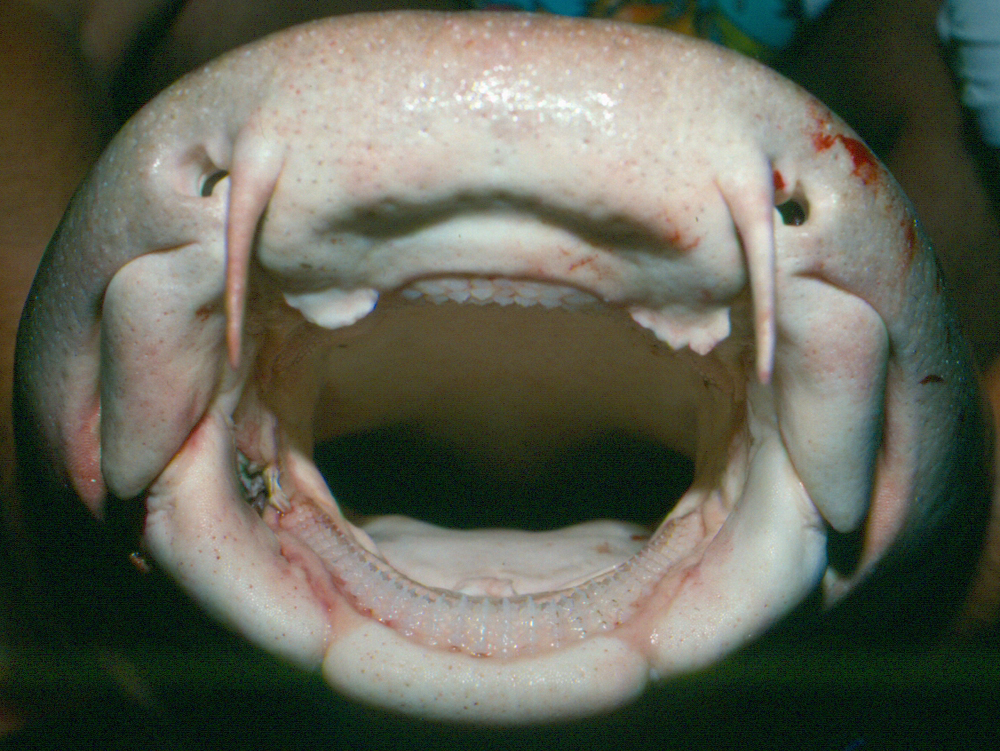
Boca
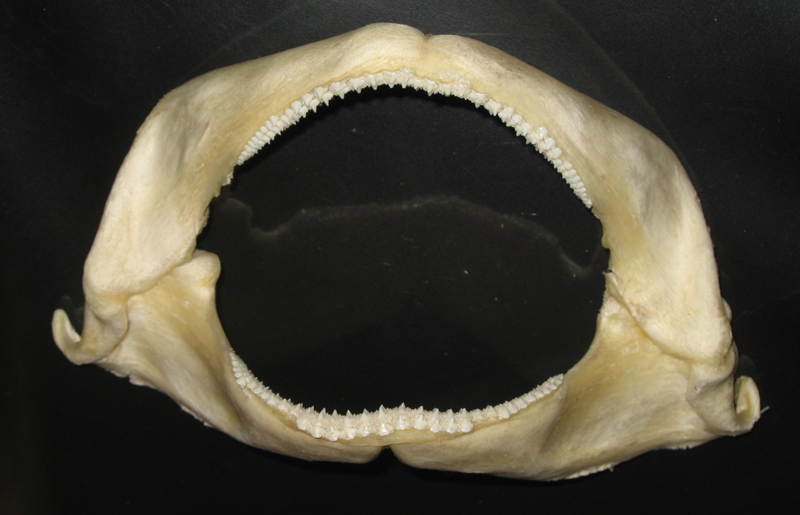
Mandíbula
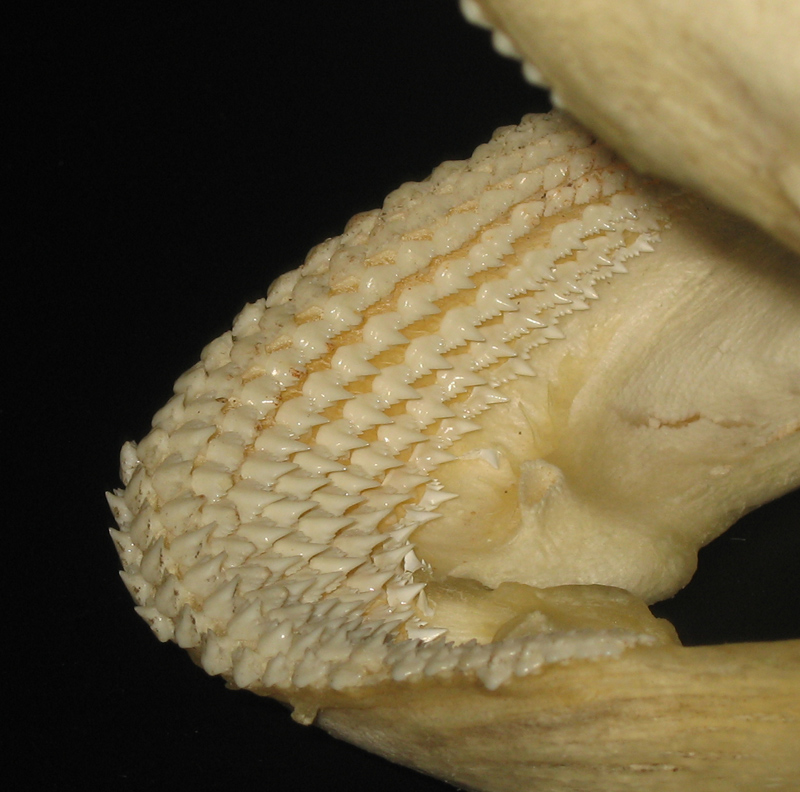
Dentes
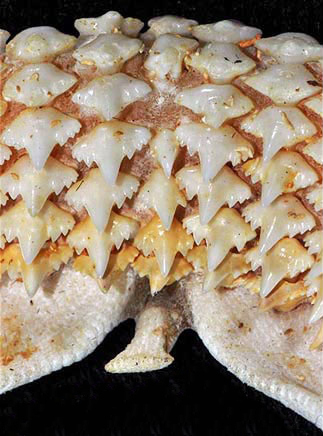
Dentes

## Ecologia

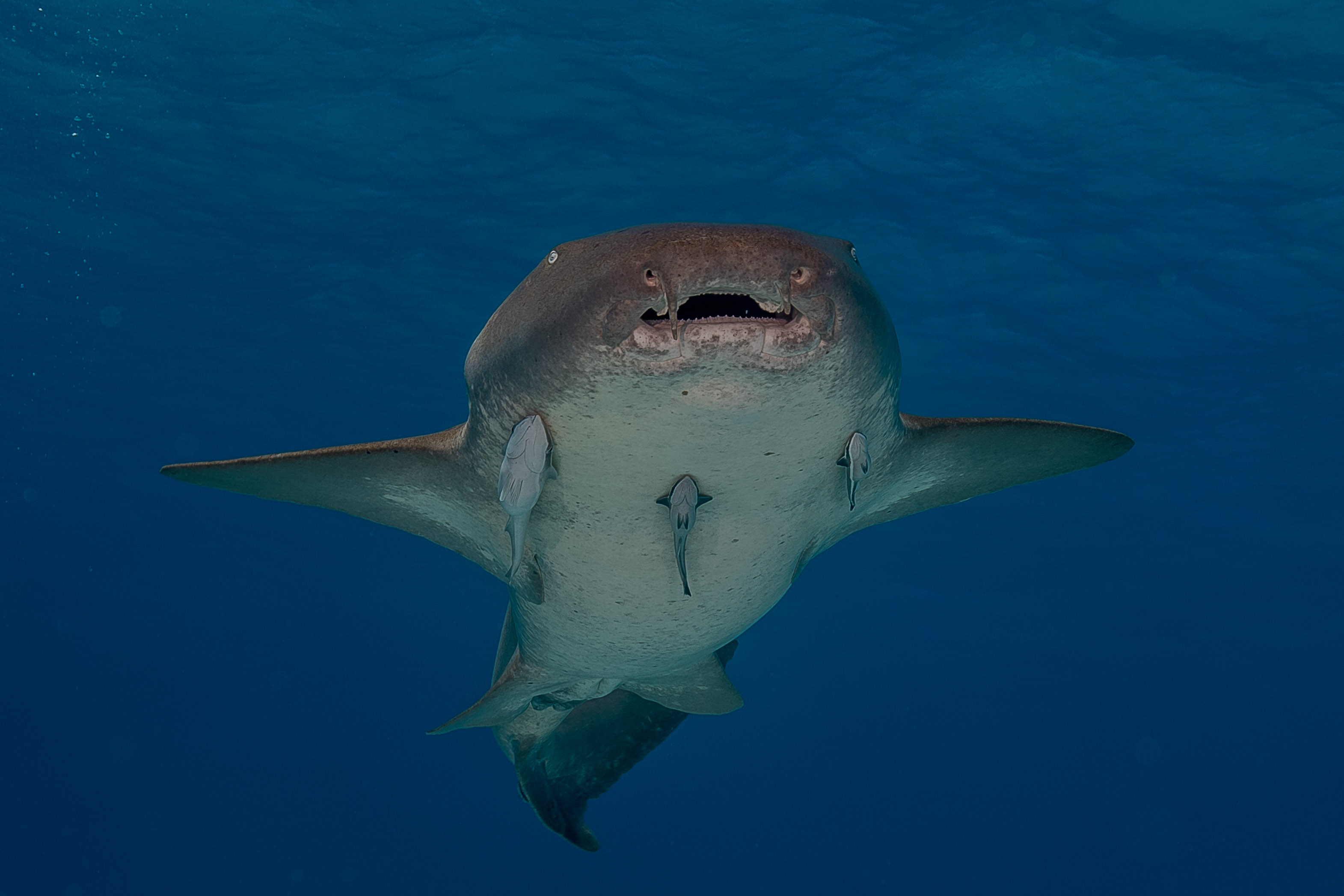
Exemplar nadando

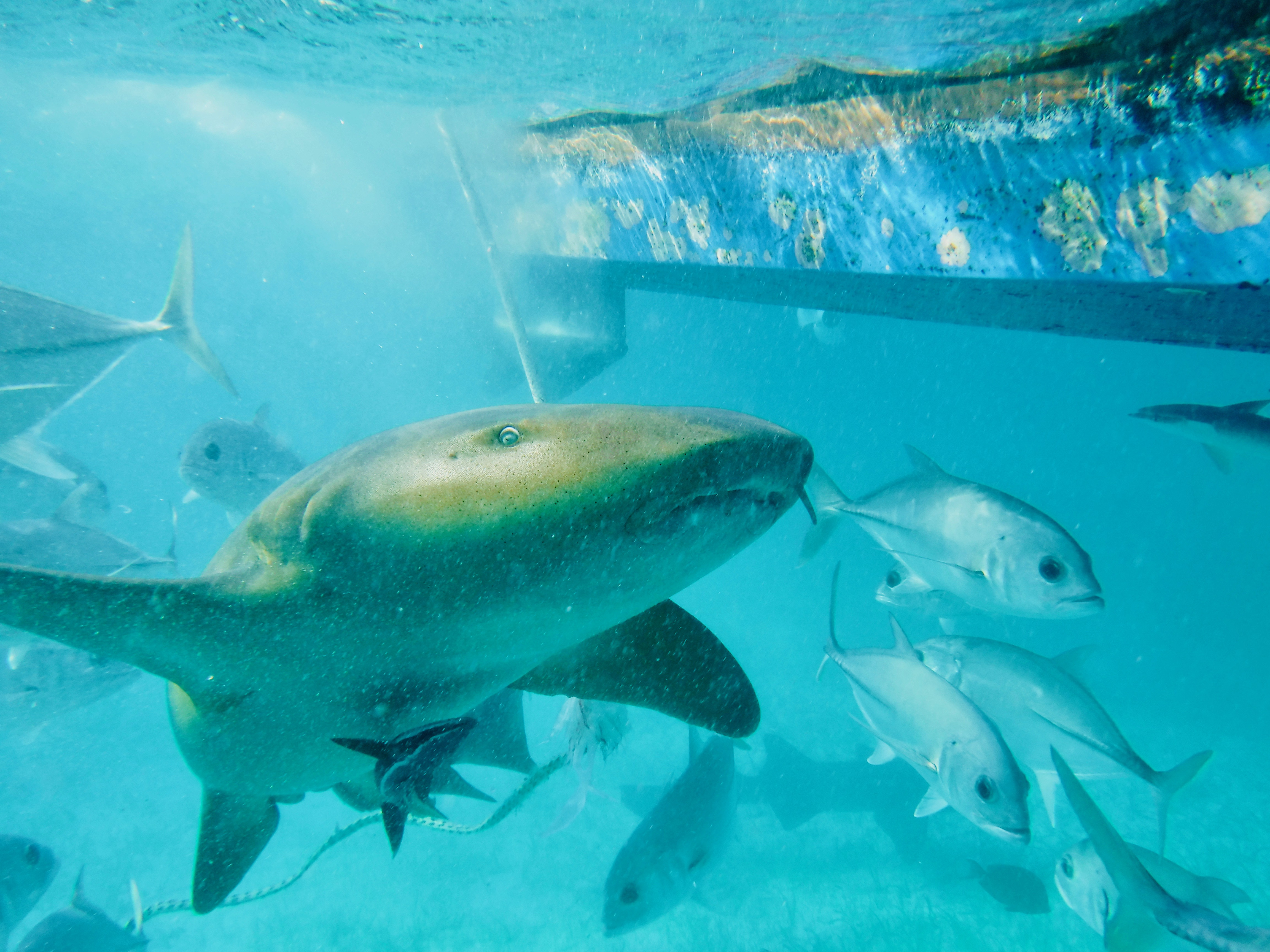
Exemplar nadando perto de um barco

Os tubarões-lixa são predadores oportunistas que se alimentam principalmente de pequenos peixes (por exemplo, arraias) e alguns invertebrados (por exemplo, crustáceos, moluscos, urocordados). São tipicamente animais noturnos solitários, vasculhando os sedimentos do fundo em busca de comida à noite, mas muitas vezes são gregários durante o dia formando grandes grupos sedentários. São alimentadores de sucção obrigatórios capazes de gerar forças de sucção que estão entre as mais altas registradas para qualquer vertebrado aquático até o momento. Embora suas bocas pequenas possam limitar o tamanho da presa, podem exibir um comportamento de chupar e cuspir e/ou balançar a cabeça violentamente para reduzir o tamanho dos alimentos.
Os tubarões-lixa são excepcionalmente sedentários, ao contrário da maioria das outras espécies de tubarões. Mostram uma forte fidelidade ao local (típico de tubarões de recife), e é uma das poucas espécies de tubarões conhecidas por exibir fidelidade ao local de acasalamento, pois eles retornarão aos mesmos locais de reprodução várias vezes.
Aligátores-americanos (Alligator mississippiensis) e crocodilos-americanos (Crocodylus acutus) podem ocasionalmente atacar tubarões-lixa em alguns habitats costeiros. Evidências fotográficas e relatos históricos sugerem que os encontros entre espécies são comuns em seus habitats compartilhados.

## Conservação
O estado de conservação do tubarão-lixa é globalmente avaliado como vulnerável na Lista de Espécies Ameaçadas da União Internacional para a Conservação da Natureza (UICN / IUCN). São considerados uma espécie de menor preocupação nos Estados Unidos e nas Baamas, mas considerados quase ameaçados no Oceano Atlântico Ocidental por causa de sua situação vulnerável na América do Sul e ameaças relatadas em muitas áreas da América Central e do Caribe. São diretamente visados em algumas pescarias e considerados capturas acessórias em outras.
No Brasil, em 2005, a espécie foi classificada como vulnerável na Lista de Espécies da Fauna Ameaçadas do Espírito Santo; em 2007, como vulnerável na Lista de espécies de flora e fauna ameaçadas de extinção do Estado do Pará; em 2014, como regionalmente extinta no Livro Vermelho da Fauna Ameaçada de Extinção no Estado de São Paulo em 2014, como vulnerável na Portaria MMA N.º 444 de 17 de dezembro de 2014; e em 2018, como vulnerável no Livro Vermelho da Fauna Brasileira Ameaçada de Extinção do Instituto Chico Mendes de Conservação da Biodiversidade (ICMBio).
1. 1 2 3 4 5  Carlson, J.; Charvet, P.; Blanco-Parra, M. P., Briones Bell-lloch, A.; Cardenosa, D.; Derrick, D.; Espinoza, E.; Herman, K.; Morales-Saldaña, J. M.; Naranjo-Elizondo, B.; Pérez Jiménez, J. C.; Schneider, E. V. C.; Simpson, N. J.; Talwar, B. S.; Pollom, R.; Pacoureau, N.; Dulvy, N. K. (2021). «Ginglymostoma cirratum». Lista Vermelha de Espécies Ameaçadas. 2021: e.T144141186A3095153. doi:10.2305/IUCN.UK.2021-1.RLTS.T144141186A3095153.en. Consultado em 16 de abril de 2022
2. 1 2 3  Castro, José I. The Sharks of North America. Oxônia: Imprensa da Universidade de Oxônia. p. 184
3. 1 2  «Ginglymostoma cirratum (Bonnaterre, 1788)». Sistema de Informação sobre a Biodiversidade Brasileira (SiBBr). Consultado em 16 de abril de 2022. Cópia arquivada em 16 de abril de 2022
4. ↑  «Cação-lixa». Michaelis. Consultado em 16 de abril de 2022
5. ↑  «Lambaru». Michaelis. Consultado em 16 de abril de 2022
6. ↑  Osgood, G. J.; Baum, J. K. (2015). «Reef sharks: recent advances in ecological understanding to inform conservation». Journal of Fisheries Biology. 87 (6): 1489–1523. PMID 26709218. doi:10.1111/jfb.12839
7. ↑  Aucoin, S.; Weege, S.; Toebe, M.; Guertin, J.; Gorham, J.; Bresette, M. (2017). «A new underwater shark capture method used by divers to catch and release nurse sharks (Ginglymostoma cirratum)». Fishery Bulletin. 115 (4): 484–495. doi:10.7755/FB.115.4.5
8. ↑  Ricci, J. A.; Vargas, C. R.; Singhal, D.; Lee, B. T. (2016). «Shark attack-related injuries: epidemiology and implications for plastic surgeons». Journal of Plastic, Reconstructive & Aesthetic Surgery. 69 (1): 108–114. PMID 26460789. doi:10.1016/j.bjps.2015.08.029
9. ↑  Grande Dicionário Houaiss, verbete cação
10. ↑  Grande Dicionário Houaiss, verbete tubarão
11. ↑  Grande Dicionário Houaiss, verbete lambaru
12. ↑  Goto, T. (2001). «Comparative Anatomy, Phylogeny and Cladistic Classification of the Order Orectolobiformes (Chondrichthyes, Elasmobranchii)». Memoirs of the Graduate School of Fisheries Science, Hokkaido University. 48 (1): 1–101
13. ↑  Compagno, L. J. V. (2002). Bullhead, mackerel and carpet sharks (Heterodontiformes, Lamniformes and Orectolobiformes). Family Ginglymostomatidae. In: Sharks of the World: An Annotated and Illustrated Catalogue of Shark Species Known to Date, vol. 2. Roma: Organização das Nações Unidas para a Alimentação e a Agricultura (FAO). pp. 188–195
14. ↑  Compagno, L. J. V. (1984). Sharks of the World: An Annotated and Illustrated Catalogue of Shark Species Known to Date. Roma: Organização das Nações Unidas para a Alimentação e a Agricultura (FAO). pp. 205–207, 555–561, 588
15. 1 2  Castro, J. I. (2000). «The biology of the nurse shark, Ginglymostoma cirratum, off the Florida east coast and the Bahama Islands». Environmental Biology of Fishes. 58: 1–22. doi:10.1023/A:1007698017645
16. ↑  McEachran, J.; Fechhelm, J.D. (1998). Fishes of the Gulf of Mexico, Vol. 1: Myxiniformes to Gasterosteiformes. Col: Fishes of the Gulf of Mexico. Austin: University of Texas Press. p. 45. ISBN 978-0-292-75206-1. OCLC 38468784. Consultado em 13 de julho de 2021
17. ↑  Tanaka, S. K. (1973). «Suction feeding by the nurse shark». Copeia. 1973 (3): 606–608. JSTOR 1443135. doi:10.2307/1443135
18. ↑  Motta, P. J.; Hueter, R. E.; Tricas, T. C.; Summers, A. P.; Huber, D. R.; Lowry, D.; Mara, K. R.; Matott, M. P.; Whitenack, L. B.; Wintzer, A. P. (2008). «Functional morphology of the feeding apparatus, feeding constraints, and suction performance in the nurse shark Ginglymostoma cirratum». Journal of Morphology. 269 (9): 1041–1055. PMID 18473370. doi:10.1002/jmor.10626
19. ↑  Motta, P. J. (2004). «Prey capture behavior and feeding mechanics of elasmobranchs». In:  Carrier, Jeffrey C.; Musick, ‎John A.; Heithaus, ‎Michael R. Biology of sharks and their relatives. Boca Ratón, Flórida: CRC Press, Taylor & Francis Group. pp. 165–202
20. ↑  Heithaus, M. R.; Burkholder, D.; Hueter, R. E.; Heithaus, L. I.; Prat Jr, H. L.; Carrier, J. C. (2004). «Reproductive biology of elasmobranchs». In:  Carrier, Jeffrey C.; Musick, ‎John A.; Heithaus, ‎Michael R. Biology of sharks and their relatives. Boca Ratón, Flórida: CRC Press, Taylor & Francis Group. pp. 269–286
21. ↑  Carrier, J. C.; Pratt, H. L.; Castro, J. I. (2004). «Spatial and temporal variation in shark communities of the lower Florida Keys and evidence for historical population declines». Canadian Journal of Fisheries and Aquatic Sciences. 64 (10): 1302–1313. doi:10.1139/f07-098
22. ↑  Bittel, Jason (20 de setembro de 2017). «Alligators Attack and Eat Sharks, Study Confirms». National Geographic
23. ↑  Nifong, James C.; Lowers, Russell H. (2017). «Reciprocal Intraguild Predation between Alligator mississippiensis (American Alligator) and Elasmobranchii in the Southeastern United States». Southeastern Naturalist. 16 (3): 383–396. doi:10.1656/058.016.0306
24. ↑  «Lista de Espécies da Fauna Ameaçadas do Espírito Santo». Instituto de Meio Ambiente e Recursos Hídricos (IEMA), Governo do Estado do Espírito Santo. Consultado em 7 de julho de 2022. Cópia arquivada em 24 de junho de 2022
25. ↑  Extinção Zero. Está é a nossa meta (PDF). Belém: Conservação Internacional - Brasil; Museu Paraense Emílio Goeldi; Secretaria do Estado de Meio Ambiente, Governo do Estado do Pará. 2007. Consultado em 2 de maio de 2022. Cópia arquivada (PDF) em 2 de maio de 2022
26. ↑  Bressan, Paulo Magalhães; Kierulff, Maria Cecília Martins; Sugleda, Angélica Midori (2009). Fauna Ameaçada de Extinção no Estado de São Paulo - Vertebrados (PDF). São Paulo: Governo do Estado de São Paulo, Secretaria de Infraestrutura e Meio Ambiente do Estado de São Paulo (SIMA - SP), Fundação Parque Zoológico de São Paulo. Consultado em 2 de maio de 2022. Cópia arquivada (PDF) em 25 de janeiro de 2022
27. ↑  «PORTARIA N.º 444, de 17 de dezembro de 2014» (PDF). Instituto Chico Mendes de Conservação da Biodiversidade (ICMbio), Ministério do Meio Ambiente (MMA). Consultado em 24 de julho de 2021. Cópia arquivada (PDF) em 12 de julho de 2022
28. ↑  «Livro Vermelho da Fauna Brasileira Ameaçada de Extinção» (PDF). Brasília: Instituto Chico Mendes de Conservação da Biodiversidade (ICMBio), Ministério do Meio Ambiente. 2018. Consultado em 3 de maio de 2022. Cópia arquivada (PDF) em 3 de maio de 2018